# Torre dels Moros (Arbolí)
Torre dels Moros és una obra d'Arbolí (Baix Camp) declarada Bé Cultural d'Interès Nacional.

## Descripció
Torre de guaita prop de Gallicant. Només en queda la cantonada nord-est, feta de carreus ben tallats, bastant grans (40x40x60) i alguns amb encoixinat. La torre mesura uns 5x5 metres i la cantonada supervivent gairebé 9 metres d'alçada. Les altres restes estan molt confoses entre la bardissa.